# Milan Janić
Milan Janić (Bačka Palanka, 14. lipnja 1957. - Beograd, 1. siječnja 2003.), srpski kajakaš. Nastupao je za Jugoslaviju.
Natjecao se na Olimpijskim igrama 1980. U kategoriji K–1 500 m osvojio je 4. mjesto, a u K–1 1.000 m je osvojio 7. mjesto. Na OI 1984. je u kategoriji K–1 1.000 m osvojio srebrnu medalju, a u K–1 500 m je osvojio 9. mjesto.
Trostruki je svjetski prvak i dvostruki doprvak u kategoriji K–1 10.000 m. U kategorijama K–1 500 m, K–1 1.000 m i K–2 1.000 m je na Mediteranskim igrama 1979. osvojio srebrne medalje.
Bio je član Partizana iz Bačke Palanke, Belišća i Vuteksa iz Vukovara.